# Новотроїцький міський округ
Новотро́їцький міський округ (рос. Новотроицкий городской округ) — міський округ у складі Оренбурзької області Російської Федерації.
Адміністративний центр — місто Новотроїцьк.

## Історія
Новотроїцьк отримало статус міста обласного підпорядкування 13 квітня 1945 року. Станом на 2002 рік існували:
| Поселення                    | Площа, км² | Населення, осіб (2002) | Населені пункти                             |
| ---------------------------- | ---------- | ---------------------- | ------------------------------------------- |
| Новотроїцька міська рада     | -          | 106315                 | місто Новотроїцьк                           |
| Аккермановська селищна рада  | -          | 1271                   | селище міського типу Аккермановка           |
| Новорудненська селищна рада  | -          | 1941                   | селища міського типу Новорудний             |
| Новонікольська сільська рада | -          | 1316                   | село Новонікольськ, селища 213 «А», Губерля |
| Пригорнівська сільська рада  | -          | 1095                   | село Пригорне, селище Крик-Пшак             |
| Хабарнинська сільська рада   | -          | 1639                   | село Хабарне, селище Стара Аккермановка     |

2004 року Новотроїцька міська рада перетворена в Новотроїцький міський округ.

## Населення
Населення — 91531 особа (2019; 105367 в 2010, 113577 у 2002).

## Населені пункти
| №  | Населений пункт            | Населення, осіб (2002) | Населення, осіб (2010) |
| -- | -------------------------- | ---------------------- | ---------------------- |
| 1  | 213 «А», селище            | 71                     | 80                     |
| 2  | Аккермановка, селище       | 1271                   | 1614                   |
| 3  | Губерля, селище            | 951                    | 906                    |
| 4  | Крик-Пшак, селище          | 280                    | 268                    |
| 5  | Новонікольськ, село        | 294                    | 345                    |
| 6  | Новорудний, селище         | 1941                   | 1490                   |
| 7  | Новотроїцьк, місто         | 106315                 | 98173                  |
| 8  | Пригорне, село             | 815                    | 745                    |
| 9  | Стара Аккермановка, селище | 46                     | 45                     |
| 10 | Хабарне, село              | 1593                   | 1701                   |